# Nikki Phillips
Nicole Marie „Nikki“ Phillips (* 23. Mai 1987 in Ridgewood, New Jersey als Nicole Marie Krzysik) ist eine polnisch-US-amerikanische Fußballspielerin.

## Karriere

### Verein
Noch während ihrer Schulzeit sowie während ihres Studiums an der University of Virginia spielte Phillips sporadisch für die W-League-Teilnehmer New Jersey Lady Stallions, New York Magic, Jersey Sky Blue und Richmond Kickers Destiny. Für die Premierensaison der neugegründeten WPS wurde sie von den Chicago Red Stars gedraftet und lief dort in 14 Ligaspielen auf, ehe sie für zwei Saisons zum Ligarivalen Philadelphia Independence wechselte. Nach der Auflösung der WPS unmittelbar vor der Saison 2012 wechselte Phillips zum WPSL-Elite-Teilnehmer New York Fury.
Sie wurde Anfang 2013 beim sogenannten Supplemental Draft zur neugegründeten NWSL in der ersten Runde an Position zwei vom Seattle Reign FC verpflichtet, entschied sich jedoch gegen Seattle und lief stattdessen für die WPSL-Franchise der San Diego SeaLions auf. Im Oktober 2013 wechselte sie, ebenfalls auf Leihbasis, zum Champions-League-Teilnehmer Apollon Limassol und debütierte dort am 10. Oktober im Erstrundenspiel gegen den SV Neulengbach. Zur Saison 2014 unterschrieb sie einen Vertrag beim FC Kansas City, mit dem sie am Saisonende den Meistertitel errang. In der Saison 2015 legte sie eine Karrierepause ein.

### Nationalmannschaft
Phillips war Mitglied diverser US-Jugendnationalmannschaften und nahm unter anderem an der U-19-Weltmeisterschaft 2004 und der U-20-Weltmeisterschaft 2006 teil. Am 21. September 2013 debütierte sie im Rahmen der Qualifikation zur Weltmeisterschaft 2015 im Auswärtsspiel gegen Schweden in der polnischen Nationalmannschaft.

## Erfolge
- 2014: NWSL-Meisterschaft (FC Kansas City)